# Municipio de Center (condado de Ripley)
El municipio de Center (en inglés: Center Township) es un municipio ubicado en el condado de Ripley en el estado estadounidense de Indiana. En el año 2010 tenía una población de 2657 habitantes y una densidad poblacional de 34,76 personas por km².

## Geografía
El municipio de Center se encuentra ubicado en las coordenadas 39°8′12″N 85°18′29″O / 39.13667, -85.30806. Según la Oficina del Censo de los Estados Unidos, el municipio tiene una superficie total de 76.43 km², de la cual 76,23 km² corresponden a tierra firme y (0,26 %) 0,2 km² es agua.

## Demografía
Según el censo de 2010, había 2657 personas residiendo en el municipio de Center. La densidad de población era de 34,76 hab./km². De los 2657 habitantes, el municipio de Center estaba compuesto por el 98,38 % blancos, el 0,04 % eran afroamericanos, el 0,15 % eran amerindios, el 0,11 % eran asiáticos, el 0,19 % eran de otras razas y el 1,13 % eran de una mezcla de razas. Del total de la población el 1,02 % eran hispanos o latinos de cualquier raza.